# Parcul natural Rheinland
Parcul Natural Rheinland până în anul 2005 fiind numit „Parcul Natural Kottenforst-Ville”, este situat în Lunca Rinului și Erftului la vest de Bonn și Köln, el cuprinde Vorgebirge și regiunea recultivată a minelor de cărbuni din regiune.

## Așezare
Parcul natural se întinde pe direcția nord-sud pe o lungime de 60 și o lățime de 30 km, având o suprafață de 1.045 km². El cuprinde pe teritoriul să porțiuni din districtele Rhein-Erft, Euskirchen și Rhein-Sieg. Regiunea este limitată la vest de Valea Erftului între Euskirchen și  Bedburg. Jumătate din regiunea parcului este zonă împădurită, ca. 9 % este destinată agriculturii restul fiind reginune protejată. Pe teritoriul parcului se află localitățile, Bedburg, Bergheim, Bornheim (Rheinland), Kerpen, Frechen, Hürth, Brühl (Rheinland), Erftstadt, Gymnich, Zülpich, Euskirchen, Rheinbach și Meckenheim.

## Lacuri
| - Concordia See - Köttinger See - Zieselsmaarsee (FKK-loc pentru nudiști) - Villesee - Dinnendahlsee - Liblarer See (Strand) - Forellenteich - Obersee - Mittelsee - Untersee - Bleibtreusee (Strand) - Silbersee - Heider Bergsee (Strand) - Gruhlsee - Margarethenweiher - Schluchtsee - Franziskussee | - Karauschenweiher - Teich - Donatussee - Zwillingssee - Entenweiher - Villenhofer Maar - Pingsdorfer See - Fasanenweiher - Forsthausweiher - Lucretiasee - Berggeistsee - Gotteshülfeteich - Otto-Maigler-See (Strand) - Hürther Waldsee - Adolf Dasbach baltă - Klärteich - Hirschweiher - Kurfürstenweiher |